# Taktik
Taktik, agencija za komunikacijski management d.o.o. je slovensko podjetje, ki se ukvarja z odnosi z javnostmi.
Ustanovila ga je agencija Futura DDB. Do leta 2013 se je imenovalo Futura PR. Preimenovanje je bilo posledica spremembe lastništva.